# Eau Froide
Die Eau Froide ist ein rund 12 Kilometer langer Zufluss des Genfersees im Schweizer Kanton Waadt.

## Geografie
Der Wildbach entspringt in den Waadtländer Voralpen oberhalb von Roche auf rund 1460 m ü. M. einem Feuchtgebiet am Col d'Ayerne direkt an der Wasserscheide zwischen Rhone und Rhein. Er nimmt den Abfluss des Lac Rond auf und rauscht dann durch ein enges, steiles Bergtal in südwestlicher Richtung in die Rhoneebene bei Roche hinunter, wo er nach rechts abbiegt und am Bergfuss in Richtung Norden fliesst. Er durchquert das Gemeindegebiet von Rennaz und mündet bei Villeneuve zwischen dem Grand Canal und der Tinière in den Genfersee.

## Geschichte
In der bewaldeten Zone im Hochtal von Joux-Verte stehen die Überreste der im späten 17. Jahrhundert gemauerten Bogenstaumauer Ecluse de la Joux-Verte. Mit dem dort gesammelten Wasser verursachte man durch das Öffnen eines Ablasses einen Wasserschwall im Bachbett, um das geschlagene Holz nach Roche hinunterzuspülen, wo die Trämel in einem Auffangbecken aufgefangen wurden. Das Holz diente dem Betrieb des Salzbergwerks von Bex.
In der Schlucht im unteren Teil des Bergtales ist eine schwierige Canyoning-Tour eingerichtet.

## Naturgefahren
Seine Gefährlichkeit zeigte der Wildbach immer wieder nach schweren Unwettern im Gebirge, so besonders in den Jahren 1896, 2005 und 2007, als er bei Hochwassern zum reissenden Fluss wurde und im Dorf Roche schwere Schäden hinterliess. Die Gemeinden Roche, Rennaz und Villeneuve investierten seit 2007 mit Unterstützung durch Bund und Kanton rund 12 Millionen Franken für neue Schutzbauten am Unterlauf der Eau Froide.